# ایوان یوریچ
ایوان یوریچ (کرواتی: Ivan Jurić؛ زادهٔ ۲۵ اوت ۱۹۷۵) بازیکن سابق و مربی کنونی فوتبال اهل کرواسی است که هم اکنون هدایت باشگاه فوتبال آتالانتا را برعهده دارد.
از باشگاه‌هایی که در آن بازی کرده است می‌توان به هایدوک اسپلیت، سویا، کروتونه و جنوآ اشاره کرد.
یوریچ در فصل ۱۶–۲۰۱۵ به عنوان سرمربی توانست با کروتونه نایب قهرمان سری بی شود و به سری آ صعود کند.